# Cyathea hookeri
Cyathea hookeri là một loài dương xỉ trong họ Cyatheaceae. Loài này được Thwaites mô tả khoa học đầu tiên năm 1864.
Danh pháp khoa học của loài này chưa được làm sáng tỏ. 